# リチャード・ムワンザ
リチャード・ムワンザ（Richard Mwanza, 1959年5月5日 - 1993年4月27日）は、ザンビア出身のサッカー選手。ポジションはGK。1993年に起きたガボン航空惨事の犠牲となったザンビア代表選手の一人。

## 来歴
カブウェ・ウォーリアーズFCに所属し、ザンビア代表ではソウルオリンピックやアフリカネイションズカップ1992に出場した。
1994 FIFAワールドカップ・アフリカ予選では1次予選の2試合に出場。1993年4月27日、最終予選・セネガル戦に出場する為セネガルへ向かう途中、ガボン航空惨事により他のザンビア代表メンバーと共に事故死した。